# Angelo Santori
Angelo Santori (Gorga, 24 marzo 1948) è un politico italiano.

## Biografia

### Elezione a deputato
Già deputato nella XIII e XIV, nel 2007 è stato proclamato deputato della XV legislatura della Repubblica Italiana nella circoscrizione XXV Lazio per Forza Italia in sostituzione di Cesare Previti e della XVI legislatura sempre nel Lazio con il PDL.